# Eurybia hyacinthina
Eurybia hyacinthina är en fjärilsart som beskrevs av Hans Ferdinand Emil Julius Stichel 1910. Eurybia hyacinthina ingår i släktet Eurybia och familjen Riodinidae. Inga underarter finns listade i Catalogue of Life.